# Américo Gallego
Américo Gallego (10 d'abril de 1955) és un exfutbolista argentí.

## Selecció de l'Argentina
Va formar part de l'equip argentí a la Copa del Món de 1978.

## Referències

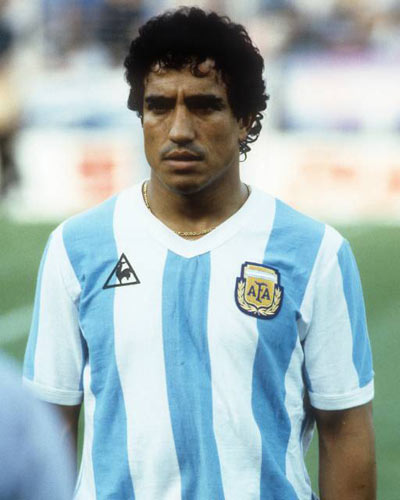
Gallego amb la selecció argentina el 1982.